# Tjusby
Tjusby är en ort i Borgholms kommun och den nordligaste byn i Gärdslösa socken. Fram till 2010 definierade SCB Tjusby som en småort.
Namnets ursprung är inte helt klart. Bertil Palm förmodar att det har att göra med bronsåldersgraven Tjus hög i grannbyn Störlinges sjömarker, men anger innebörden som oviss. Göran Hallberg menar att namnet mer sannolikt vittnar om invandrande smålänningar, det vill säga från Tjust, än att det skulle syfta på mans(bi)namnet Tjuv, även om det senare har stöd av ett skriftligt belägg från 1539 Tiuffzby, men skrivs 1596 Tiuszby.. Namnet uttalas dialektalt med "kort y".